# Run (película de 2014)
Run es una película dramática franco-marfileña de 2014 dirigida por Philippe Lacôte. Se proyectó en la sección Un Certain Regard del Festival de Cine de Cannes 2014. El relato ficticio de la agitación postelectoral de 2011 en Costa de Marfil que mató a 3000 personas fue la primera película de ese país seleccionada para Cannes.
La película también fue seleccionada como la entrada de Costa de Marfil a la Mejor Película en Lengua Extranjera en los 88.ª Premios de la Academia, pero no fue nominada. Recibió 12 nominaciones en los 11.ª Africa Movie Academy Awards pero no ganó ningún premio.

## Reparto
- Abdoul Karim Konaté como Run
- Isaach de Bankolé como Assa
- Djinda Kane como Claire